# Boa Esperança do Iguaçu
Boa Esperança do Iguaçu é um município brasileiro do estado do Paraná. Sua população, segundo o Censo 2010 do IBGE, em 2010 é de 2.768 habitantes.

## História
Por volta de 1947, colonos vindos do Rio Grande do Sul, utilizando-se de transporte fluvial para chegarem a comunidade de Ouro Verde, acabaram se fixando em Micos, atual Boa Esperança do Iguaçu. Em busca de melhores terras para exploração agrícolas novos colonos, gaúchos e catarinenses, continuaram a chegar à vila. Para atendimento destes colonos, o comércio em Boa Esperança do Iguaçu, cresceu, iniciando com algumas mercearias que vendiam produtos básicos. A comercialização destes produtos era à base de troca, de acordo com a produção do colono, ou por animais de sua criação. Criado através da Lei Estadual nº. 9231, de 26 de abril de 1990, e instalado em 1º de janeiro de 1993, foi desmembrado de Dois Vizinhos.